# Upsala Segelsällskap
Upsala Segel Sällskap, USS, är ett segelsällskap från Uppsala, bildat 1907. Sällskapet har 1000 medlemmar och 550 registrerade båtar. 
Dess hamn är belägen vid Skarholmen i Ekoln (norra Mälaren).